# Italiensehnsucht
 (signalé en mai 2025).
Si vous disposez d'ouvrages ou d'articles de référence ou si vous connaissez des sites web de qualité traitant du thème abordé ici, merci de compléter l'article en donnant les références utiles à sa vérifiabilité et en les liant à la section « Notes et références ».
- Archive Wikiwix
- Bing
- Cairn
- DuckDuckGo
- E. Universalis
- Gallica
- Google
- G. Books
- G. News
- G. Scholar
- Persée
- Qwant
- (zh) Baidu
- (ru) Yandex
- (wd) trouver des œuvres sur Wikidata

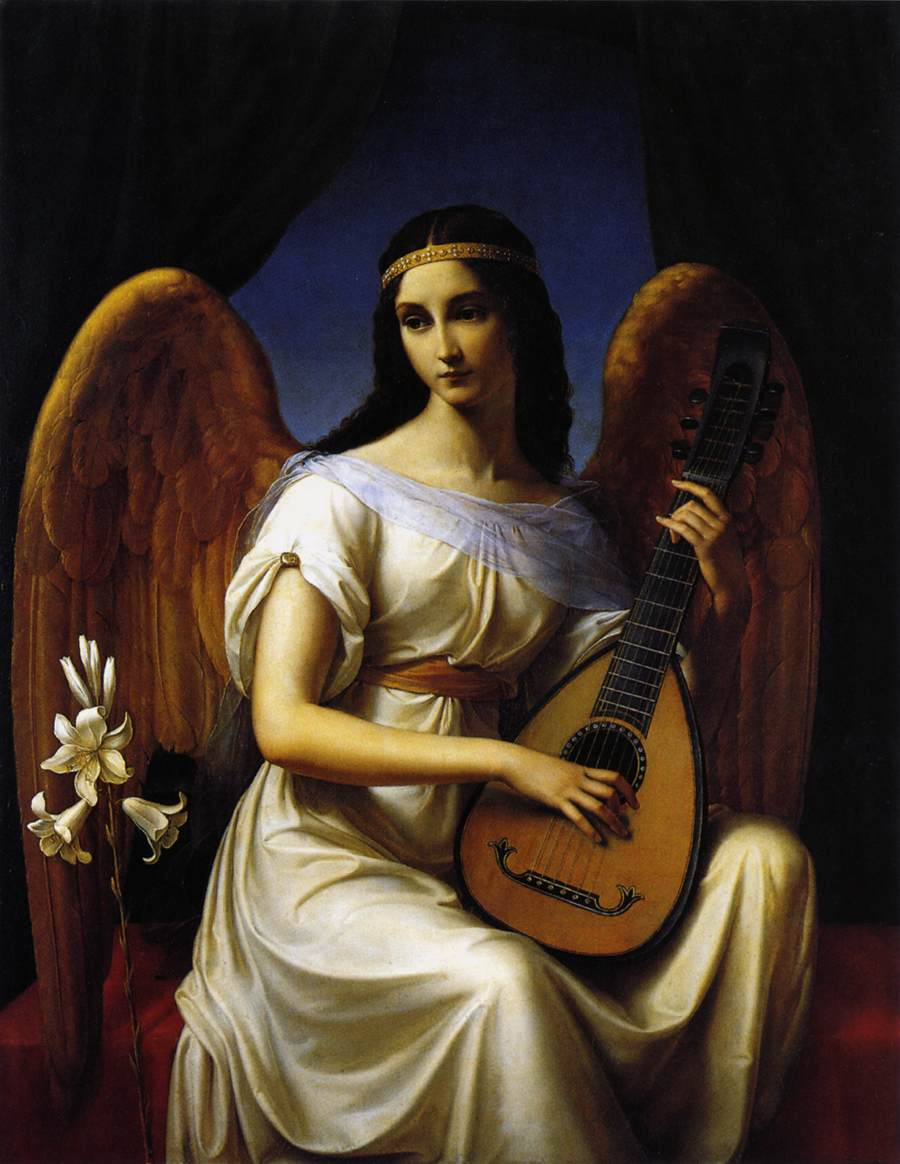
Allégorie nazaréenne de l'Italiensehnsucht : Mignon de Wilhelm von Schadow, 1828

L’Italiensehnsucht (en français, nostalgie italienne) désigne chez les Allemands le topos à la suite du Voyage en Italie de Goethe. Cependant, elle a des origines plus anciennes et est d'une grande importance jusqu'au XXe siècle.

## Histoire

### Moyen Âge
Le Saint-Empire romain germanique se voit comme une restauration et une continuation de l’Imperium Romanum sous des signes chrétiens. La renovatio imperii est notamment le projet d'Otton III et Frédéric Barberousse et ont un établissement en Italie, d'abord à Rome, où le pape confère la dignité impériale, puis au temps de Barberousse dans les villes du nord de l'Italie, parce que leurs recettes fiscales sont beaucoup plus élevées que celles du reste de l'empire.
Pendant la Renaissance, l'Italie devient le centre du renouveau culturel et est donc restée le lieu d'étude préféré des artistes visuels jusqu'au XIXe siècle.

### XVIIIesiècleetXIXesiècle

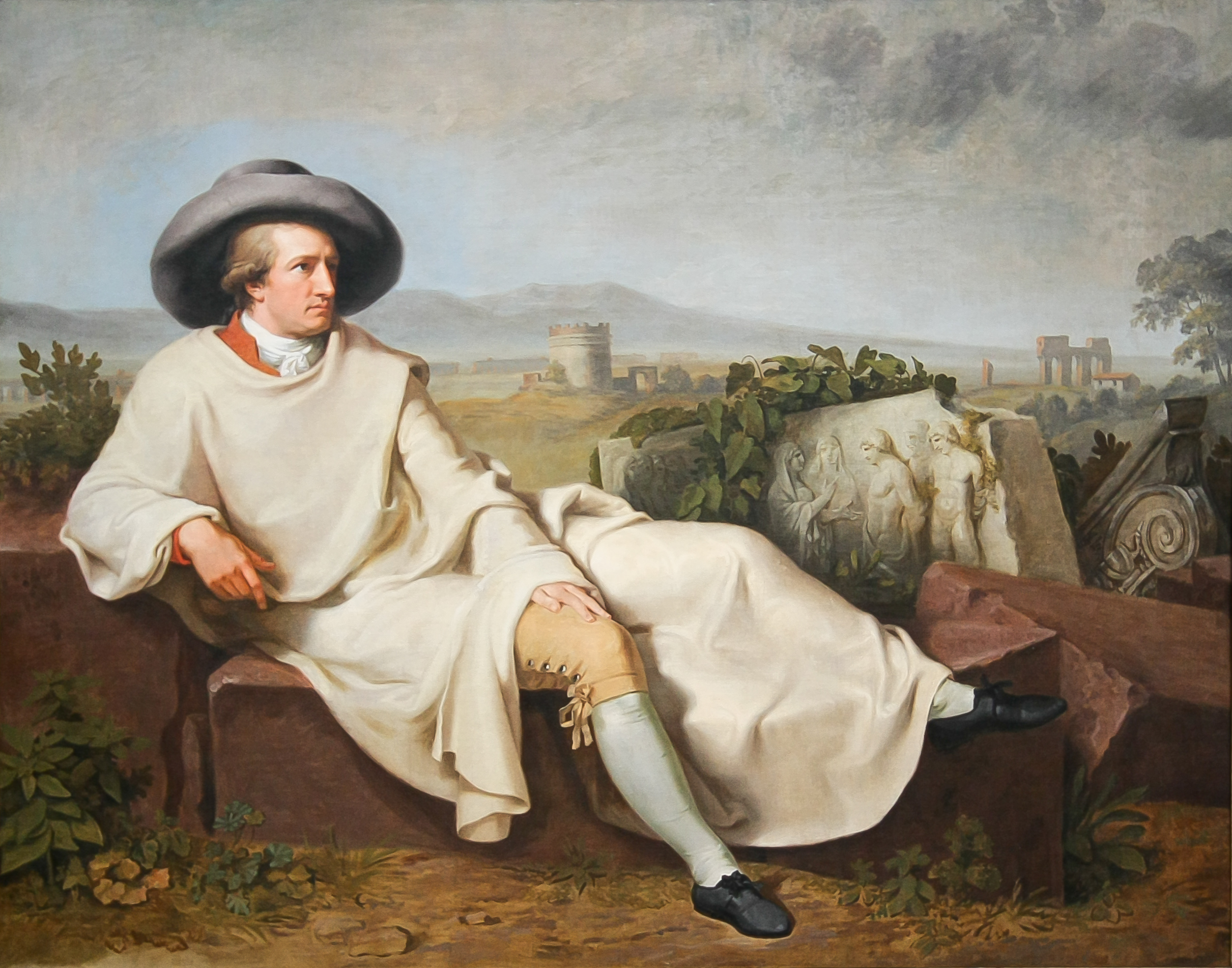
Goethe dans la campagne romaine de Johann Heinrich Wilhelm Tischbein, 1787.

La fin du XVIIIe siècle et le début du XIXe siècle, une époque également appelée néo-classicisme dans l'histoire de l'art, se caractérise par un désir pour l'Italie ou un désir pour les antiquités classiques. De nombreux poètes, peintres, sculpteurs et architectes se rendent en Italie pour se faire une idée du paysage d'origine. En plus de la proximité géographique, l'Italie est également préférée, car la Grèce fait partie de l'Empire ottoman et donc beaucoup plus difficile à atteindre. Afin de voir des traces de la culture grecque, on visite les anciennes colonies grecques du Mezzogiorno et de la Sicile.
Parmi ces artistes qui vont en Italie, il y a Jacob Philipp Hackert, Johann Heinrich Wilhelm Tischbein, Johann Wolfgang von Goethe, Christoph Heinrich Kniep, Johann Gottfried Seume, Carl Gustav Carus, Johann Wilhelm Schirmer, Oswald Achenbach, Arnold Böcklin, Albert Flamm…  Un groupe spécial dans les arts visuels est le mouvement nazaréen, qui cherche un renouveau chrétien de l'art sur le modèle des anciens maîtres italiens. Tous rapportent leurs impressions, en mots et en images. Outre le voyage de Goethe, on se réfère au guide de Johann Hermann Riedesel. Les nobles comme Anne-Amélie de Brunswick ou Wilhelmine de Bayreuth voyagent également. Les collections d'antiquités des cours princières ainsi que la création de jardins paysagers peuvent également être considérées comme l'expression de l'Italiensehnsucht.

À cette époque, les sites antiques font également l'objet de réflexions de l'archéologue Johann Joachim Winckelmann. Des architectes et des chercheurs en bâtiment tels que Leo von Klenze, Friedrich Wilhelm von Gärtner et Karl Friedrich Schinkel étudient également l'architecture de la Grande-Grèce. Après son voyage en Italie (1822), Charles de Prusse charge Schinkel de reconstruire le château de Glienicke près de Potsdam selon le plan d'une villa italienne afin de réaliser le « rêve d'Italie » du prince.
Les musiciens du XIXe siècle sont fortement influencés par les séjours en Italie. Félix Mendelssohn écrit sa symphonie italienne après un voyage en Italie, Richard Wagner s'inspire en Italie pour L'Anneau du Nibelung et Rienzi.
Des artistes germanophones qui étudient à Rome y fondent l'Association allemande des artistes en 1845 à la suite de la Société Ponte-Molle en 1814.

### XXesiècle
Au XXe siècle, le désir allemand de l'Italie s'exprime dans de nombreux chansons de schlager romantiques. À la fin des années 1940, la chanson Capri-Fischer par Rudi Schuricke est un succès mondial.